# Bommerlund Plantage

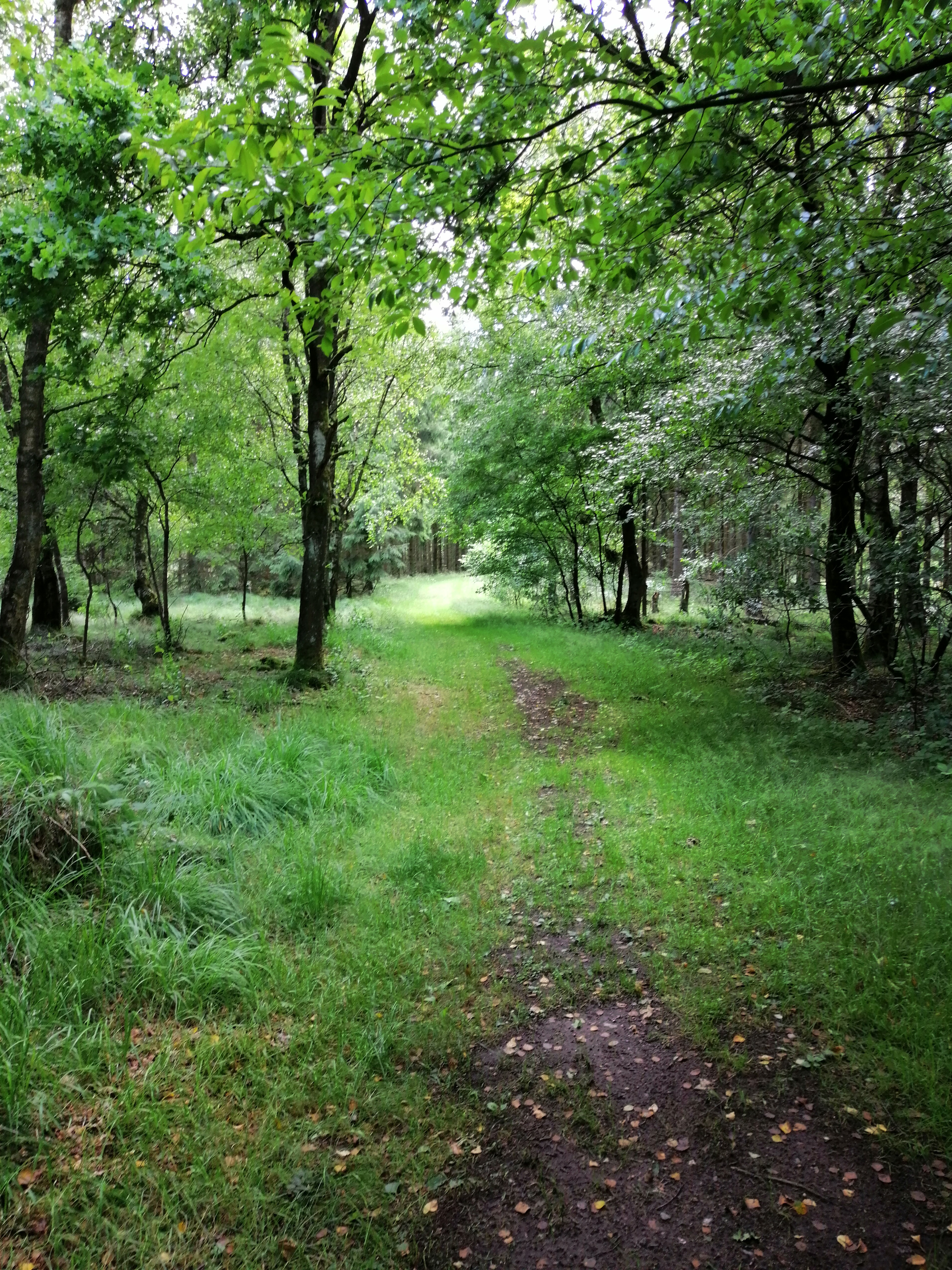
Bommerlund Plantage, Neuanpflanzung mit Laubbäumen, (2020)

Die Bommerlund Plantage ist einer der zahlreichen künstlich angelegten staatlichen Nutzwälder in Dänemark. Sie ist eine große zusammenhängende Nadelwald-Plantage mit einer Fläche von ca. 670 Hektar.
Der Wald liegt südlich von Gejlå und ca. 1 km nördlich der Grenzstadt Padborg (deutsch Pattburg) in der heutigen Gemeinde Bov (deutsch Bau) der Kommune Åbenrå in Sønderjylland, Dänemark.
Der Ochsenweg auch Heerweg (dänisch Hærvejen) genannt, ein alter Handels- und Pilgerweg von Viborg über Schleswig nach Hamburg und die Kreisstraße (dänisch amtsvejen) Hellevad-Bov führen beide am Ostrand durch die Plantage.

## Lage und Beschaffenheit
Bommerlund Plantage liegt zwischen der Übergangszone Moränenlandschaft und Geestlandschaft dominiert von Fichten mit vielen Moorgebieten.
Die Plantage ist eine typische Flachheideplantage, die von Fichten dominiert wird. Im Jahr 1999 wurde die Plantage von einem Sturm schwer getroffen. Daraufhin wurden neue Baumarten gepflanzt. Laubbäume werden teilweise als Gürtel und teilweise als Eingriffe in die Bestände gepflanzt.
Im Norden wird die Plantage von Gejlå begrenzt und an diesem Ende der Plantage befindet sich das sehr schöne Moorgebiet Paradiset (deutsch Paradies) mit einem markierten Wanderweg. In dem Waldgebiet gibt es eine stetig wachsende Population von Damwild, Rotwild und Reh.

## Geschichte
Der Wald wurde in den Jahren 1881 bis 1901 aus den französischen Mitteln der Reparationszahlungen des Deutsch-Französischer Krieges 1871 an Preußen aufgeforstet. Zu dieser Zeit gehörte Nordschleswig (dänisch Sønderjylland) als Folge des zweiten Deutsch-Dänischer Krieges zur preußischen Provinz Schleswig-Holstein.
Die aufgeforsteten Flächen stammen von dem alten Bommerlund Kro, eine Gastwirtschaft mit Hofanlage direkt am Ochsenweg und teilweise von Heideflächen der auf der Geest liegenden Bauernhöfe in Vejbæk und Stoltelund.
An ihrem Ostrand führt der alte Ochsenweg durch die Bommerlund Plantage, der an ihrem Nordrand die Gejl Å auf der historischen Gejlå Bro überquert; einige hundert Meter südlich der Brücke, auf der Ostseite der Straße, ist der Heerweg dann auch noch in einem Zustand, der wohl am besten zeigt, wie er früher einmal ausgesehen haben mag.

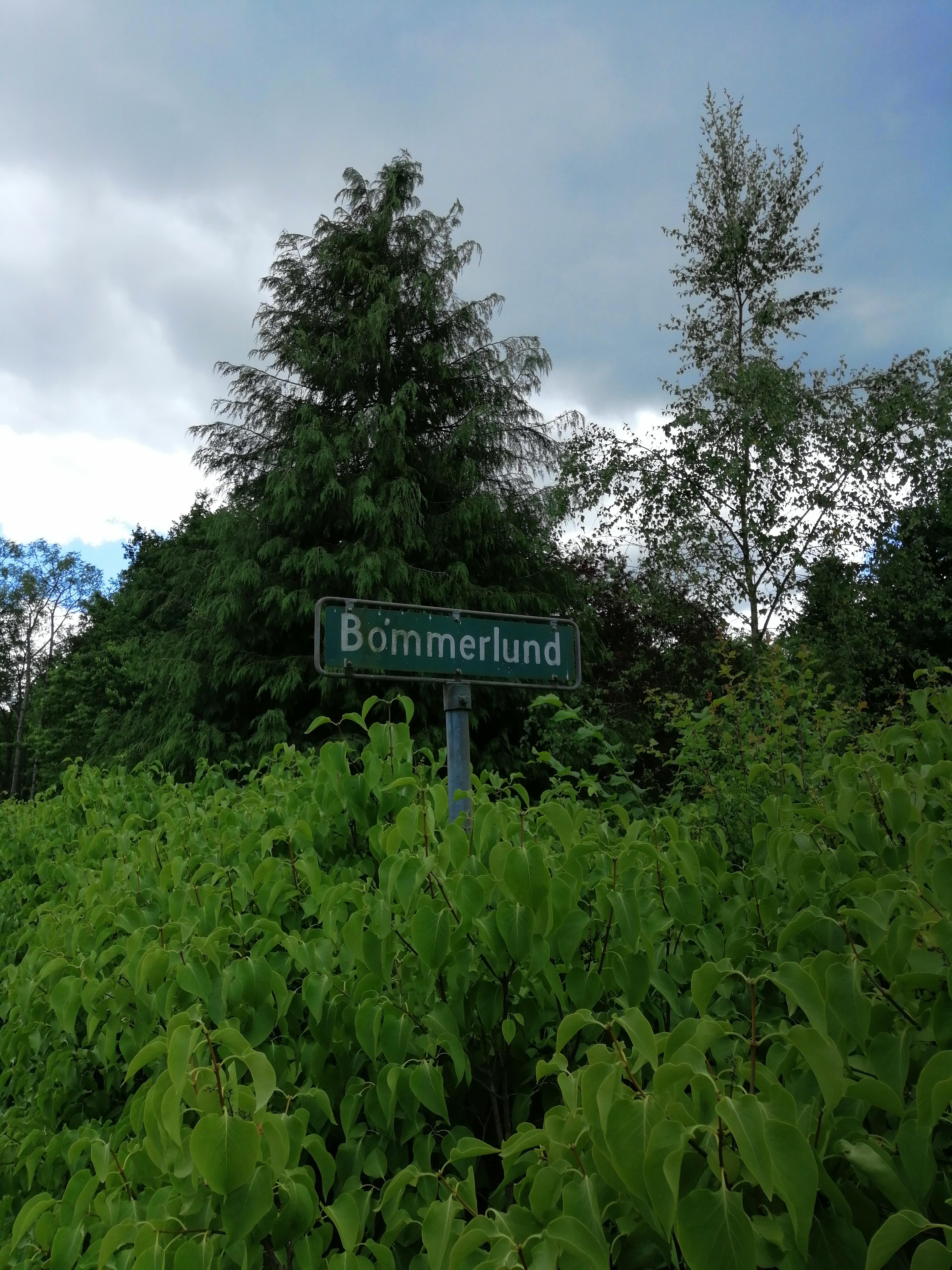
Bommerlund Plantage bei Gejlå Bro
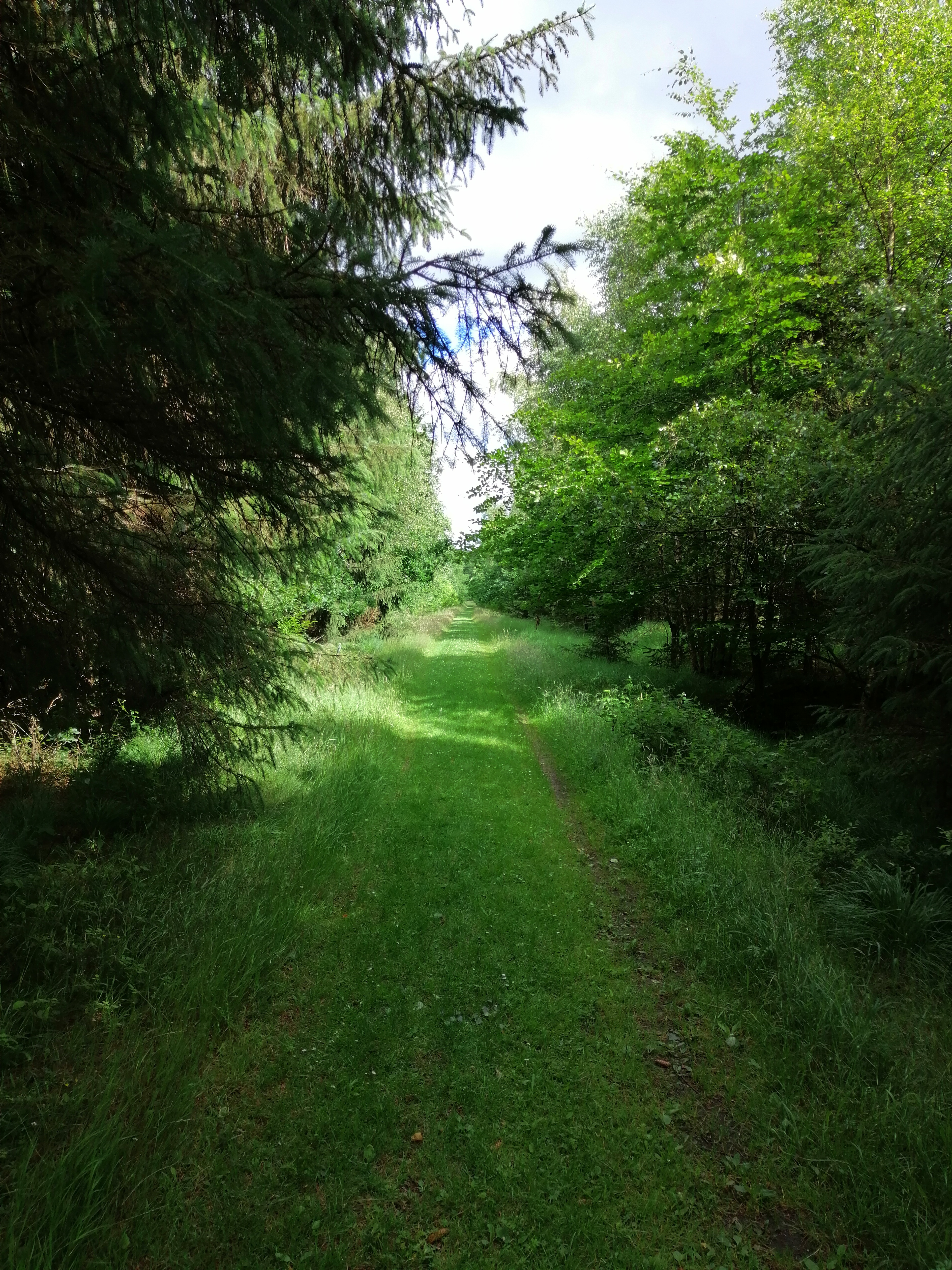
Bommerlund Plantage, links Fichten rechts Neuanpflanzung Laubbäume
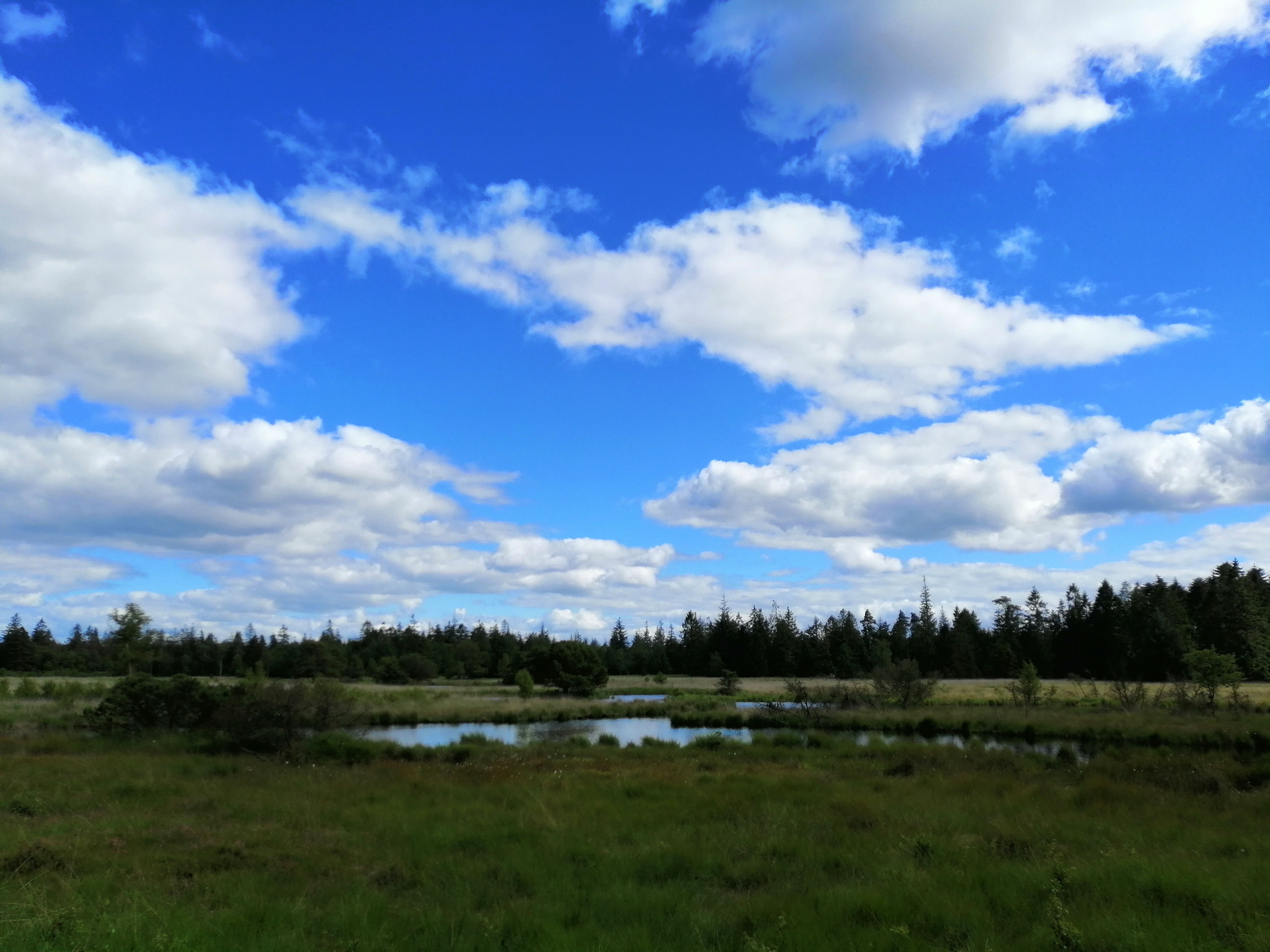
Bommerlund Plantage, Moorgebiet Paradiset
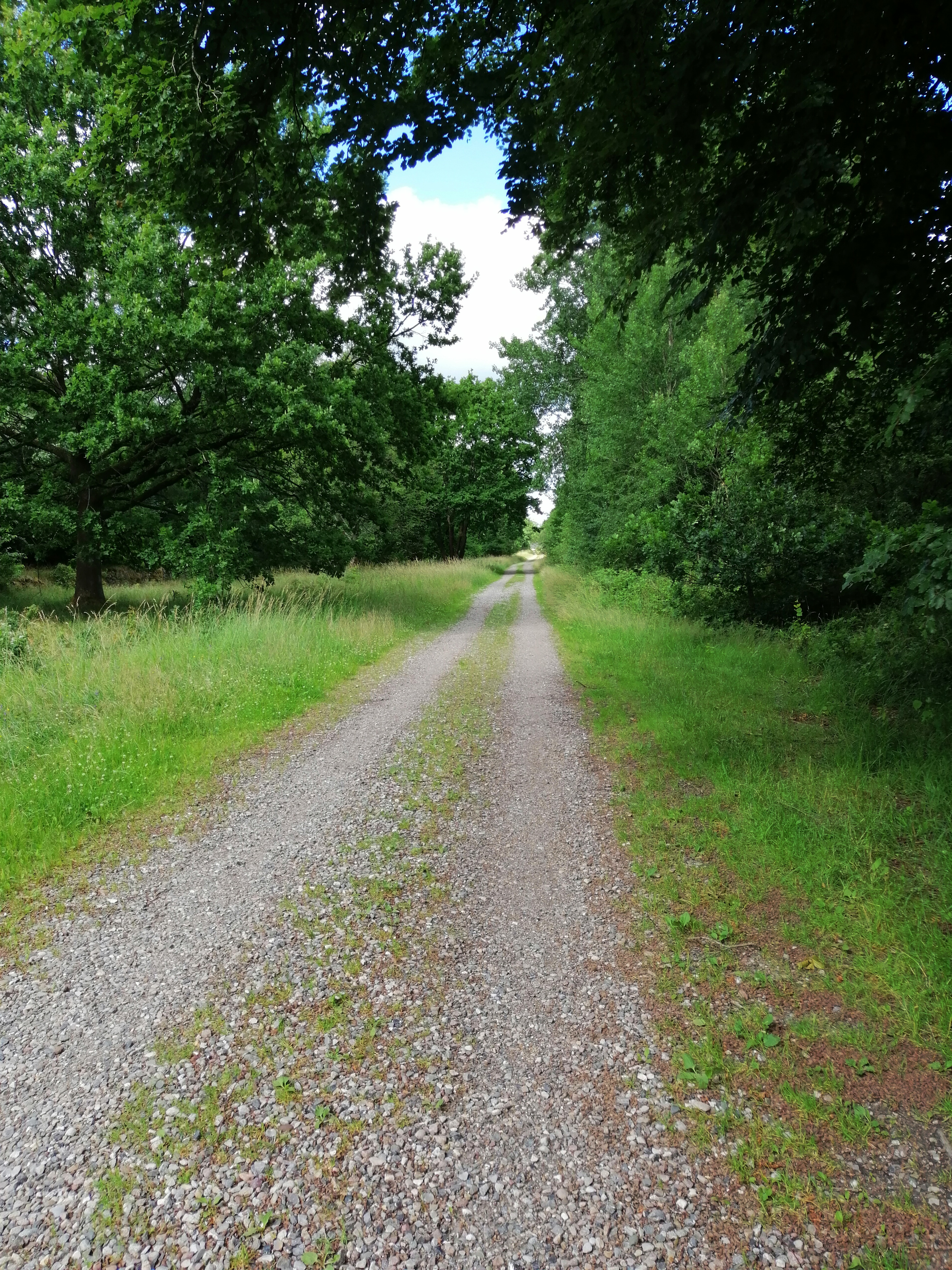
Bommerlund Plantage, Wirtschaftsweg
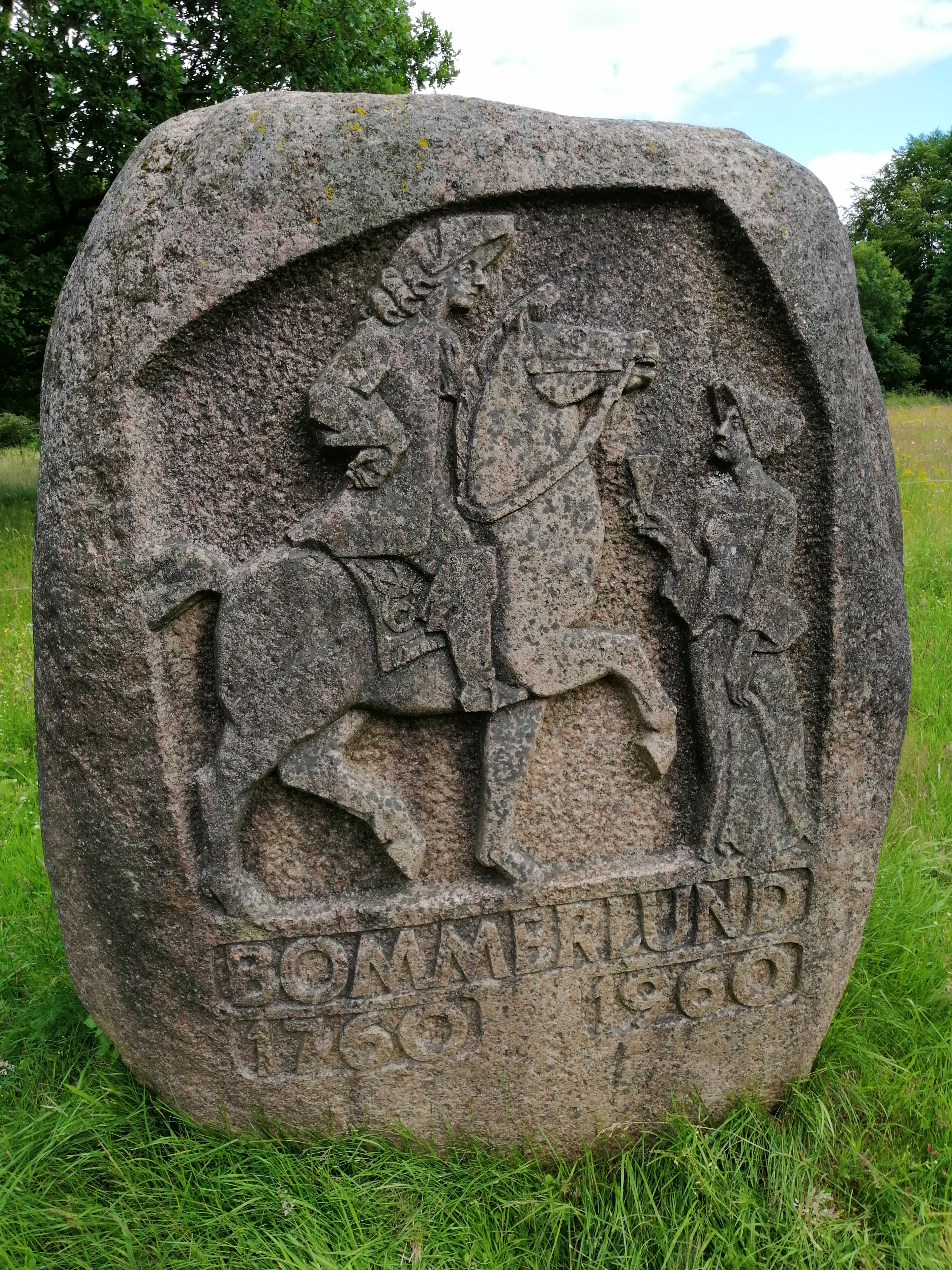
Bommerlund Kro Gedenkstein